# كاتيا سيرا
كاتيا سيرا (بالإيطالية: Katia Serra)‏ هي لاعبة كرة قدم وصحفية إيطالية، ولدت في 5 أبريل 1973 في بولونيا في إيطاليا. لعبت مع Levante UD Femenino ‏.

## وصلات خارجية
- الموقع الرسمي
- كاتيا سيرا على موقع الاتحاد الدولي (مؤرشف)  (الإنجليزية)